# Erdwerk von Salzmünde

Lageplan Salzmünde

Das Erdwerk von Salzmünde wurde im Jahre 2005 durch den Bau der Bundesautobahn 143 (der Westumfahrung von Halle) bei Salzmünde-Schiepzig entdeckt. Die Archäologen konnten lediglich 10 % des vom Übergang vom 4. zum 3. Jahrtausend v. Chr. stammenden jungsteinzeitlichen Erdwerks freilegen, der größere Teil war bereits lange zuvor durch Kiesabbau zerstört.
Die ältesten Funde auf der ausgegrabenen Trasse sind etwa 7000 Jahre alt. Später entstand hier eine zentrale Begräbnisstätte. Der 550 × 800 m große, durch einen Doppelgraben von insgesamt 4500 m Länge eingehegte Komplex wird „Totenstadt von Salzmünde“ genannt. Aber auch trapezoide Gruben, die man für Vorratsgruben aus dieser Zeit hält, die hier aber als Grabstätten benutzt wurden, wurden gefunden. Die der Träger der Schiepziger Gruppe (4200–3800 v. Chr.) und der Salzmünder Kultur, einer Untergruppe der nur wenig jüngeren Trichterbecherkultur sind hier vertreten. Die Analyse der Skelettfunde zeigte, dass die Bestatteten nicht bei Kampfhandlungen zu Tode kamen. Digitale Aufnahmen der Oberfläche zeigten in geringer Tiefe kreisrunde Ringgräber, die zentral Steinkisten enthielten.
Eine jungsteinzeitliche Totenhütte wurde in der Vorzeit samt ihren Gebeinen zum Erdwerk von Salzmünde umgebettet. Dies gilt als zweiter Nachweis einer prähistorischen Umbettung, denn auch beim bandkeramischen Erdwerk von Herxheim wurde eine Reihe von Umbettungen festgestellt.
Totenhütten entstanden etwa um 3000 v. Chr. Warum diese verlegt wurde, ist offen. Ihre Reste wurden im Graben gefunden. Sie bestehen aus drei Teilen, die durch extra herangeschaffte Megalithe begrenzt sind.
- Im vorderen Bereich fanden die Archäologen kleine und größere zerscherbte Keramik-Gefäße, die Grabbeigaben waren.
- In der Mitte wurde auf steinernem Bodenpflaster ein Depot mit mehr als 20 Schädeln geschaffen – dicht beieinander liegend. Manche der sowohl von Erwachsenen als auch von Kindern stammenden Schädel scheinen absichtlich mit „Blickkontakt“ platziert worden zu sein. Einen anatomischen Verband der Knochen kann man nicht erkennen, dennoch lässt die Niederlegung der Langknochen eine bestimmte Ordnung vermuten.
- Im dritten Teil liegt das Skelett eines etwa dreijährigen Rindes, bei dem es sich um ein Opfertier handelt.